# Koga Tomomichi
Koga Tomomichi (久我 具通, conhecido também por Kuse daijōdaijin, 1342 - 1397) foi um kuge (nobre da corte japonesa) do Período Nanboku-chō da história do Japão. Seu pai foi Michimasa. Pertencia ramo Koga do Clã Minamoto e se tornou Daijō Daijin.

## Histórico
Tomomichi entrou para a corte em 1344 durante o reinado do Imperador Go-Murakami sendo nomeado Jijū (moço de câmara). No ano seguinte foi classificado como Jugoi (funcionário da Corte de quinto escalão júnior) e em 1347 foi promovido a Shōgoi (funcionário de quinto escalão pleno). No início de 1349 foi nomeado Sashōshō (Sub-comandante da ala esquerda) do Konoefu (Guarda do Palácio).
Em 1353 foi classificado como Jushii (quarto escalão junior) e no ano seguinte a Shōshii (quarto escalão pleno). Em meados de 1355 foi passou a servir como Uchūjō (subcomandante da ala direita) no ano seguinte alcançou a classificação de Jusanmi (terceiro escalão junior).
Em 1358 foi nomeado Shinano Gonmori (vice-governador da província de Shinano) e em 1360 se tornou Chūnagon. Em 1362 Tomomichi foi classificado como Shōsanmi (terceiro escalão pleno) e em 1364 a Junii (segundo escalão júnior). No ano seguinte se tornou  Dainagon.
Em 1370 já no governo do Imperador Chokei Tomomichi foi classificado como Shōnii (segundo escalão pleno) e nomeado líder do clã Minamoto. Em 1373 foi nomeado Bettō (reitor) da escola Shōgakuin (da família imperial).
Em 1384 no governo do Imperador Go-Kameyama foi atribuído a Tomomichi o cargo de Ukonoe no taisho (Comandante-geral da ala direita da guarda do palácio), em 1388 foi nomeado Udaijin, cargo que ocupou até 1394, nesse interim em 1391 foi classificado como Juichii (primeiro escalão júnior). Posteriormente, entre 1395 e 1396 foi nomeado Daijō Daijin.
Dias depois de deixar o cargo de Daijō Daijin, Tomomichi abandona a vida publica e torna-se um monge budista ( shukke),  falecendo no ano seguinte. Seu filho Koga Michinobu o substituiu na liderança no Ramo Koga.

| Precedido por Koga Michimasa      | -- 12º Líder dos Koga Minamoto (1371-1397) | Sucedido por Koga Michinobu   |
| Precedido por Ashikaga Yoshimitsu | 72º Daijō Daijin (1395-1396)               | Sucedido por Sanjō Sanefuyu   |
| Precedido por Konoe Kanetsugu     | 146º Udaijin (1388-1394)                   | Sucedido por Imadegawa Kinnao |